# Moraci Sant'Anna
Moraci Vasconcelos Sant'Anna, mais conhecido como Moraci Sant'Anna (Santana de Parnaiba, 6 de julho de 1951), é um preparador físico e auxiliar técnico brasileiro.
Notabilizou-se por integrar a comissão técnica da Seleção Brasileira junto aos técnicos Telê Santana e Carlos Alberto Parreira.

## Biografia
Natural de Santana do Parnaíba, cidade próxima a capital de São Paulo, começou no futebol aos 23 anos, quando foi contratado pelo Palmeiras. 
Entre os times que trabalhou, estão: Palmeiras, Al-Ahli, São Paulo, Valencia, Fenerbahçe, Santos, Fluminense, Guarani, Internacional, Corinthians, Clube Atlético Paranaense, Olympiacos, Flamengo e Botafogo.
Já em seleções, Moraci teve a oportunidade de participar de seis edições da Copa do Mundo. Em 1982, 1986, 1994 e 2006, pela Seleção Brasileira. Em 1990, com os Emirados Árabes, e em 1998, com a Arábia Saudita. 
Em toda a carreira de preparador físico, Moraci Sant'Anna esteve ligado a cinco técnicos com quem sempre se deu bem. Carlos Alberto Parreira, Zagallo, Emerson Leão, Zico e Telê Santana.

## Carreira

### Como jogador
- Jogou nas categorias de base do São Paulo, mas não chegou a se tornar profissional.

### Como preparador físico
- 1974–82:  Palmeiras
- 1990–94 :  São Paulo, com Telê Santana
- 1996–98 :  São Paulo, com Carlos Alberto Parreira
- 1999–00 :  Fluminense, com Carlos Alberto Parreira
- 2000–01 :  Guarani, com Darío Pereyra e Ricardo Gomes
- 2001–02 :  Internacional, com Carlos Alberto Parreira
- 2002–04 :  Corinthians, com Carlos Alberto Parreira
- 2005–06 :  Palmeiras, com Candinho
- 2008 :  Clube Atlético Paranaense, com Mário Sérgio e Geninho
- 2013:  Clube Atlético Paranaense, com Vagner Mancini
- 2014:  Botafogo de Futebol e Regatas, com Vagner Mancini

### Carreira internacional
- 1983–85:  Al-Ahli, com Telê Santana
- 1986–88:  Emirados Árabes, com Carlos Alberto Parreira
- 1994–95:  Valencia, com Carlos Alberto Parreira
- 1995–96:  Fenerbahçe, com Carlos Alberto Parreira
- 1988–90:  Arábia Saudita com Carlos Alberto Parreira
- 1998:  Arábia Saudita, com Carlos Alberto Parreira
- 2006–08:  Fenerbahçe, com Zico
- 2009–10:  Olympiacos, com Zico
- 2011-12:  Iraque, com Zico
- 2014:  Baniyas Club, com Adnan Hamad
- 2015:  FC Goa, com Zico

### Copa de Mundo
- 1982 –  Brasil, com Telê Santana
- 1986 –  Brasil, com Telê Santana
- 1990 –  Emirados Árabes, com Carlos Alberto Parreira
- 1994 –  Brasil, com Carlos Alberto Parreira
- 1998 –  Arábia Saudita, com Carlos Alberto Parreira
- 2006 –  Brasil, com Carlos Alberto Parreira

## Principais títulos
- Copa do Mundo FIFA
  - Brasil (1) : Copa do Mundo FIFA de 1994
- Copa America de Seleções Peru 2004 
  - Seleção Brasileira de Futebol (1)
- Copa das Confederações Fifa 2005 Alemanha
  - Seleção Brasileira de Futebol (1)

- Intercontinental Cup
  - São Paulo (2) : 1992, 1993

- Copa Libertadores
  - São Paulo (2) : 1992, 1993

- Supercopa Sul Americana
  - São Paulo (1) : 1993

- Recopa Sul Americana
  - São Paulo (2) : 1993, 1994

- Copa Conmebol
  - São Paulo (1) : 1994

- Copa Masters Conmebol
  - São Paulo (1) : 1996

- Campeonato Brasileiro
  - São Paulo (1) : 1991

- Brazil Campeonato Brasileiro Serie C
  - Fluminense Football Club (1) : 1999

- Copa do Brasil
  - Corinthians (1) : 2002

- Campeonato Paulista
  - Palmeiras (1) : 1974, 1976
  - São Paulo (3) : 1991, 1992, 1998
  - Corinthians (1) : 2003

- Torneio Rio-São Paulo
  - Corinthians (1) : 2002
  - Copa do Brasil (1) : Corinthians 2002

- Süper Lig
  - Fenerbahçe (2) : 1995/1996, 2006/2007
  - Super Cup Fenerbahçe 2007/2008

- Asian Cup National Teams 
  - Saudi Arabian National Team (1) 1988 Doha Qatar

- Gulf Club Champions Cup
  - Al-Ahli (1) : 1985

- Saudi Premier League
  - Al-Ahli (1) : 1984/1985

- Saudi Arabian King's Cup
  - Al-Ahli (1) : 1983/1984